# Metasphenisca nigricosta
Metasphenisca nigricosta är en tvåvingeart som först beskrevs av Mario Bezzi 1908.  Metasphenisca nigricosta ingår i släktet Metasphenisca och familjen borrflugor.
Artens utbredningsområde är Eritrea. Inga underarter finns listade i Catalogue of Life.